# Scaptomyza apicipuncta
Scaptomyza apicipuncta är en tvåvingeart som beskrevs av Malloch 1934. Scaptomyza apicipuncta ingår i släktet Scaptomyza och familjen daggflugor. Inga underarter finns listade i Catalogue of Life.